# ديبورا فورمان
ديبورا فورمان (بالإنجليزية: Deborah Foreman) هي ممثلة أمريكية، ولدت في 12 أكتوبر 1962 في الولايات المتحدة.

## أعمال

### أفلام
- (1983) فتاة الوادي

## وصلات خارجية
- ديبورا فورمان على موقع IMDb (الإنجليزية)
- ديبورا فورمان على موقع روتن توميتوز (الإنجليزية)
- ديبورا فورمان على موقع ألو سيني (الفرنسية)
- ديبورا فورمان على موقع أول موفي (الإنجليزية)
- ديبورا فورمان على موقع قاعدة بيانات الأفلام السويدية (السويدية)
- ديبورا فورمان على موقع إن إن دي بي (الإنجليزية)
- ديبورا فورمان على موقع قاعدة بيانات الفيلم (الإنجليزية)
- ديبورا فورمان على موقع كينوبويسك (الروسية)